# Nelson (Engeland)
Nelson is een civil parish in het bestuurlijke gebied Pendle, in het Engelse graafschap Lancashire met 29.135 inwoners.